# 007: Blood Stone
007: Blood Stone – komputerowa gra akcji wyprodukowana przez Bizarre Creations i wydana w 2010 roku przez Activision Blizzard. Głównym bohaterem gry jest agent James Bond, który ma za zadanie powstrzymać przestępców, którzy skradli niebezpieczną broń biologiczno-chemiczną. Główną rolę w grze zagrał Daniel Craig, który powtórzył swój ekranowy wizerunek agenta 007..
Rozgrywka toczy się w trójwymiarowym środowisku, a wśród głównych czynności wykonywanych przez gracza znajduje się walka wręcz i przy użyciu broni palnej, a także pościgi samochodowe. Jedną z unikalnych możliwości kierowanej postaci jest zdolność do zabijania wrogów jednym ciosem.

## Obsada
- Daniel Craig jako James Bond
- Joss Stone jako Nicole Hunter
- Judi Dench jako „M”
- Rory Kinnear jako Bill Tanner
- Luis Soto jako Howard Greco
- David KS Tse jako pułkownik Ping
- James Goode Rak
- Richard Dillane Silk